# Ciclopentadienă
Ciclopentadiena este un compus organic din clasa ciclodienelor, cu formula C5H6. Este un lichid incolor cu un miros puternic și neplăcut. La temperatura camerei, această dienă ciclică suferă o dimerizare, formând diciclopentadiena, printr-o reacție de tipul Diels–Alder. Monomerul se poate reface prin încălzire.
Acest compus este folosit în majoritate pentru producerea de ciclopentenă și a derivaților ei, dar și ca precursor în chimia organometalică, pentru obținerea complecșilor ciclopentadienilici (precum sunt metalocenii).